# Margarete Schön

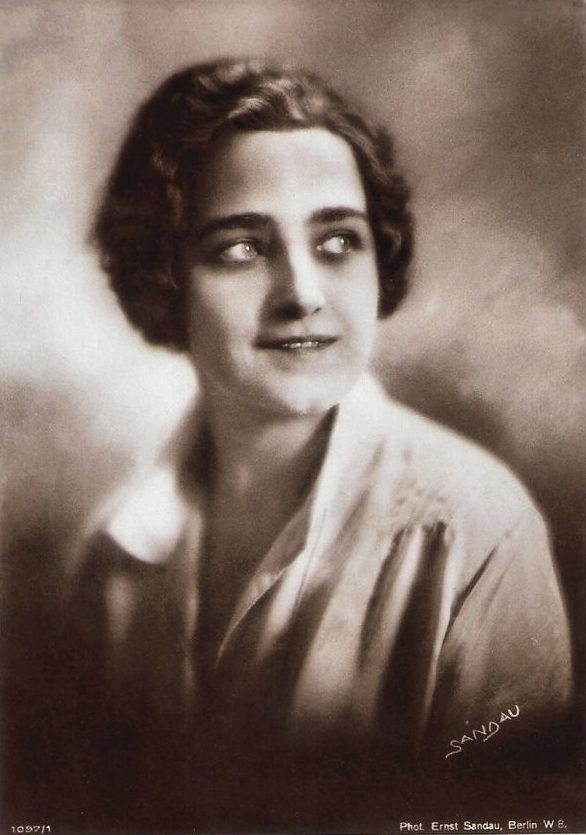
Margarete Schön um 1919 auf einer Fotografie von Ernst Sandau

Margarete Schön, gebürtig Margarethe Schippang, (* 7. April 1895 in Magdeburg; † 26. Dezember 1985 in West-Berlin) war eine deutsche Schauspielerin und Synchronsprecherin.

## Leben

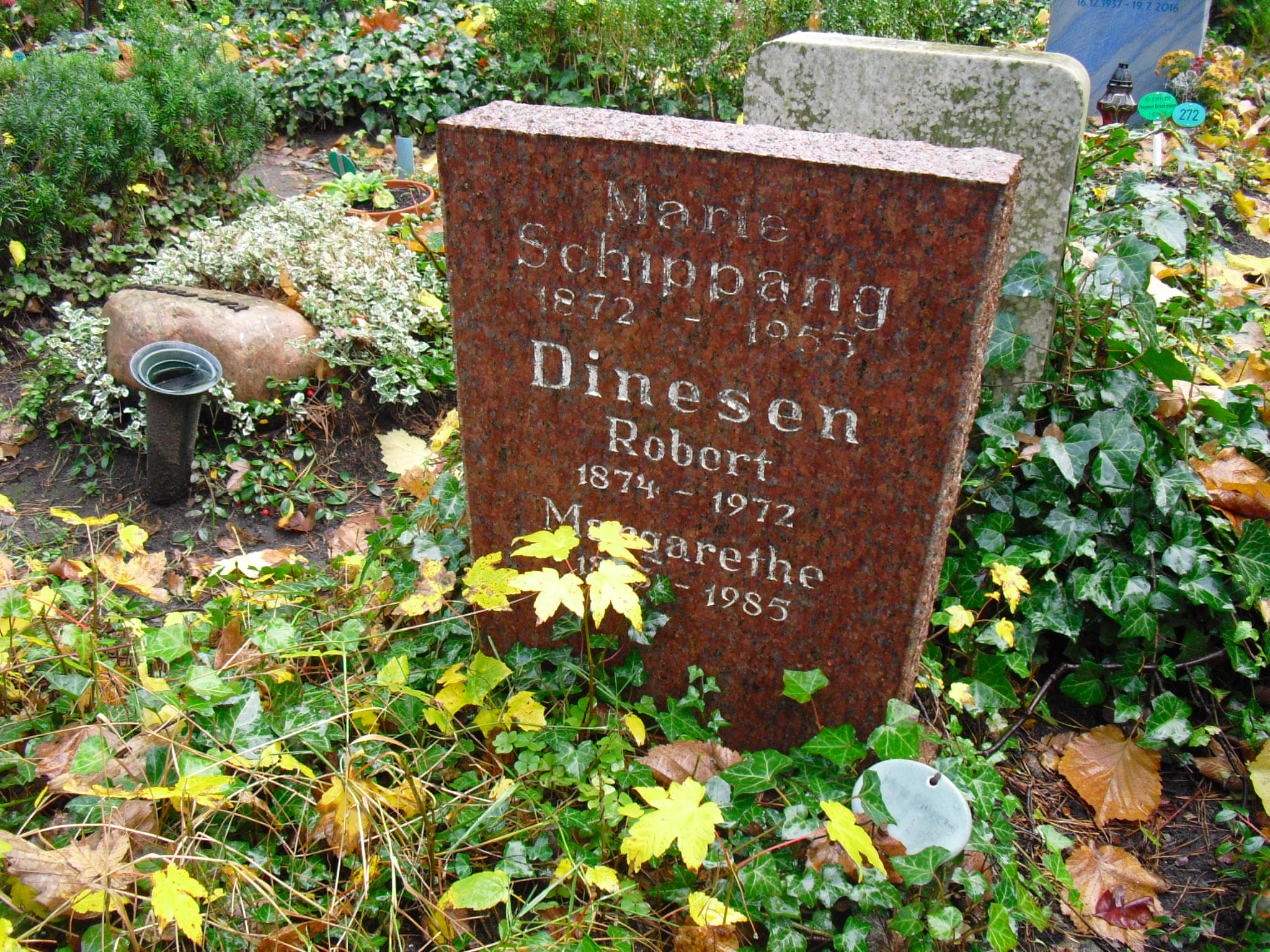
Grab von Margarete Schön auf dem Friedhof Heerstraße in Berlin-Westend

Sie erhielt privaten Schauspielunterricht bei dem Hofschauspieler Hans Calm in Dessau. 1912 debütierte sie in Freienwalde. Kurz darauf erhielt sie ein Engagement am Stadttheater von Bromberg. Von 1915 bis 1918 gehörte sie zum Ensemble des Deutschen Theaters in Hannover. Von 1918 bis 1945 war sie am Staatstheater Berlin tätig.
Seit 1918 erschien Margarete Schön im Stummfilm und überzeugte sofort in Hauptrollen. 1924 spielte sie die rachsüchtige Kriemhild in Fritz Langs Monumentalfilm Die Nibelungen. Sie wirkte zwar auch danach noch in vielen Filmen mit, erhielt aber nie wieder eine derart bedeutende Aufgabe. In dem durch Heinz Rühmann populären Film Die Feuerzangenbowle spielte sie die Frau des Schuldirektors. Sie stand 1944 in der Gottbegnadeten-Liste des Reichsministeriums für Volksaufklärung und Propaganda.
Nach dem Zweiten Weltkrieg arbeitete Schön verstärkt beim Funk und trat vorwiegend in Nebenrollen als Schauspielerin in Erscheinung, so auch von 1948 bis 1950 bei der DEFA.
Sie war mit dem dänischen Filmregisseur Robert Dinesen verheiratet. 1968 erhielt sie das Filmband in Gold für langjähriges und hervorragendes Wirken im deutschen Film.
Margarete Schön starb im Dezember 1985 im Alter von 90 Jahren in Berlin. Beigesetzt wurde sie neben ihrem 1972 verstorbenen Gatten auf dem landeseigenen Friedhof Heerstraße im heutigen Ortsteil Berlin-Westend (Grablage: II-Ur 6-347).

## Filmografie
- 1918: Schirokko
- 1919: Mutter Erde
- 1919: Gewalt gegen Recht
- 1919: Die Pflicht zu leben
- 1919: Der Tänzer (2 Teile)

- 1919: Die Himmelskönigin
- 1919: Der Tod aus dem Osten
- 1919: Der Tempel der Liebe
- 1920: Das große Licht
- 1920: Der gelbe Tod (2 Teile)
- 1920: Die Frauen vom Gnadenstein
- 1920: Die goldene Krone
- 1921: Der Leidensweg der Inge Krafft
- 1921: Der schlummernde Vulkan
- 1922: Hanneles Himmelfahrt
- 1922: Firnenrausch
- 1922: Erniedrigte und Beleidigte
- 1922: Frou Frou
- 1922/24: Die Nibelungen (2 Teile)
- 1924: Kampf um die Scholle
- 1925: Wallenstein
- 1925: Bismarck, 1. Teil
- 1926: Spitzen
- 1927: Die Welt ohne Waffen
- 1927: Ein Tag der Rosen im August … da hat die Garde fortgemußt
- 1928: Die von der Scholle sind
- 1929: Jugendsünden
- 1929: Hütet Euch vor leichten Frauen
- 1929: Die Halbwüchsigen
- 1930: Hokuspokus
- 1930: Das Flötenkonzert von Sans-souci
- 1931: Gassenhauer
- 1931: Im Geheimdienst
- 1934: Abschiedswalzer
- 1935: Das Mädchen Johanna
- 1935: Der grüne Domino
- 1935: Mazurka
- 1935: Viktoria
- 1936: Arzt aus Leidenschaft
- 1936: Moral
- 1936: Mädchen in Weiß
- 1936: Annemarie
- 1937: Die ganz großen Torheiten
- 1938: Die Frau am Scheidewege
- 1938/47: Altes Herz geht auf die Reise
- 1939: Der Schritt vom Wege
- 1939: Männer müssen so sein
- 1939: Ihr erstes Erlebnis
- 1941: Annelie
- 1942: Die Entlassung
- 1942: Du gehörst zu mir
- 1943: Damals
- 1943: Neigungsehe
- 1943/45: Kolberg
- 1944: Die Feuerzangenbowle
- 1944: Meine Herren Söhne
- 1948: Affaire Blum
- 1948: Der große Mandarin
- 1949: Quartett zu fünft
- 1949: Die blauen Schwerter
- 1949: Martina
- 1950: Semmelweis – Retter der Mütter
- 1954: Meines Vaters Pferde I. Teil Lena und Nicoline
- 1954: Meines Vaters Pferde II. Teil Seine dritte Frau
- 1954: Rittmeister Wronski
- 1955: Herr über Leben und Tod
- 1955: Oberwachtmeister Borck
- 1960: Ich rufe Dresden (TV)